# Morchella
Morchella (de l'alemany Morchel, múrgola) és un gènere de fongs ascomicots de l'ordre dels pezizals (Pezizales). Inclou l'arigany i les múrgoles, bolets molt populars coneguts també com a rabassoles, barrets de capellà, múrgules, múrmules, múrbules, búrbules, morúgules, murguels i murgues.
Produeixen ascocarps molt porosos, que són molt apreciats a la cuina. Tot i que hi ha diferents espècies, el nom genèric se sol assignar a la Morchella esculenta la més comuna a casa nostra.

## Descripció
Té una cama blanquinosa que sosté un barret de forma esfèrica, arrodonida o ovoide, de 6 a 10 cm d'amplada, de color palla enrossida o de mel, amb alvèols ocupats per l'himeni constituïts gairebé com un vesper. El peu, que també és buit, és blanquinós, engruixit cap a la part de sota i, poc o molt, solcat. La carn és fràgil i molt minsa i és pràcticament inodora.

## Hàbitat
Apareix en llocs molt diversos a la primavera, però sobretot en llocs oberts, boscos aclarits o cremats i terres remogudes, i no sol aparèixer en els mateixos indrets d'un any a l'altre. Preferentment sota verns, pollancres, oms i freixes, però també en prats i pinedes sorrencoses. Es troba des del litoral fins als Pirineus.

## Gastronomia
Malgrat que es considera un excel·lent comestible, és prudent de coure'l, llençar l'aigua i afegir-lo ja cuit als guisats. Així s'eliminen alguns principis tòxics que duu, per bé que en poca quantitat. També es destrueixen si es deixa assecar enfilant-los i penjant-los, amb l'avantatge que d'aquesta manera el bolet millora la seva exquisida aroma.
No hi ha perill de confusió amb altres espècies de múrgoles, ja que totes són comestibles.